# Gratteloup (Loir)
Der Gratteloup (auch Gratte-Loup geschrieben) ist ein kleiner Fluss im südwestlichen Teil von Zentral-Frankreich, der im Département Loir-et-Cher der Region Centre-Val de Loire nördlich der Stadt Vendôme verläuft.

## Geografie

### Verlauf
Der Gratteloup entspringt im südlichen Gemeindegebiet von Fontaine-Raoul, im Waldgebiet Forêt de Fréteval, entwässert mit einem Bogen über West generell in südlicher Richtung durch die Landschaft Le Perche und mündet nach rund 17 Kilometern im Gemeindegebiet von Pezou als rechter Nebenfluss in den Loir. Im Mündungsabschnitt quert der Gratteloup die Autobahn-ähnlich ausgebaute Nationalstraße N 10 und die Bahnstrecke Brétigny–La Membrolle-sur-Choisille.

### Orte am Fluss
(Reihenfolge in Fließrichtung)
- Les Diorières, Gemeinde Chauvigny-du-Perche
- La Ville-aux-Clercs
- Palteau, Gemeinde Busloup
- Busloup
- Pont l’Âne, Gemeinde Busloup
- Pezou